# Grands Prix automobiles de la saison 1924
1923 1925
La saison de Grands Prix automobiles 1924 a été organisée par l'Association Internationale des Automobile Clubs Reconnus (AIACR). Le championnat comportait trois Grandes Épreuves : les 500 miles d'Indianapolis, le Grand Prix de l'ACF et le Grand Prix d'Italie.

## Grands Prix de la saison

### Grandes Épreuves
| Grand Prix                                                                                 | Circuit      | Date       | Pilote vainqueur          | Constructeur vainqueur | Résultats |
| ------------------------------------------------------------------------------------------ | ------------ | ---------- | ------------------------- | ---------------------- | --------- |
| 500 miles d'Indianapolis                                                                   | Indianapolis | 30 mai     | Joe Boyer Lora Corum (en) | Duesenberg             | Résultats |
| Grand Prix de l'ACF                                                                        | Lyon         | 3 août     | Giuseppe Campari          | Alfa Romeo             | Résultats |
| Grand Prix d'Italie                                                                        | Monza        | 19 octobre | Antonio Ascari            | Alfa Romeo             | Résultats |
| Le Grand Prix de France est également connu sous le nom de Grand Prix automobile d’Europe. |              |            |                           |                        |           |

### Autres Grands Prix
| Grand Prix                      | Circuit          | Date         | Pilote vainqueur    | Constructeur vainqueur | Résultats |
| ------------------------------- | ---------------- | ------------ | ------------------- | ---------------------- | --------- |
| Circuito di Tigullio            | Tigullio         | 13 avril     | Tazio Nuvolari      | Bianchi                | Résultats |
| Targa Florio                    | Madonies         | 27 avril     | Christian Werner    | Mercedes               | Résultats |
| Coppa Florio                    | Madonies         | 27 avril     | Christian Werner    | Mercedes               | Résultats |
| Circuito di Belfiore            | Belfiore         | 4 mai        | Antonio Masperi     | Bianchi                | Résultats |
| Coppa di Perugia                | Pérouse          | 18 mai       | Emilio Materassi    | Itala                  | Résultats |
| Circuito del Savio              | Ravenne          | 23 mai       | Enzo Ferrari        | Alfa Romeo             | Résultats |
| Circuito di Polesine            | Polesine         | 1er juin     | Enzo Ferrari        | Alfa Romeo             | Résultats |
| Circuito di Cremona             | Crémone          | 9 juin       | Antonio Ascari      | Alfa Romeo             | Résultats |
| Grand Prix de Suisse Voiturette | Genève           | 15 juin      | Kenelm Lee Guinness | Talbot                 | Résultats |
| Grand Prix d'Anfa               | Anfa             | juin         | Marcel Lehoux       | Bugatti                | Résultats |
| Coppa Acerbo                    | Pescara          | 13 juillet   | Enzo Ferrari        | Alfa Romeo             | Résultats |
| Coupe de l'Autodrome            | Miramas          | 13 juillet   | Martín de Álzaga    | Sunbeam                | Résultats |
| Coppa Montenero                 | Montenero        | 17 août      | Renato Balestrero   | OM                     | Résultats |
| Grand Prix de Boulogne          | Boulogne-sur-Mer | 30 août      | Bertram Marshall    | Bugatti                | Résultats |
| Circuito stradale del Mugello   | Mugello          | 31 août      | Giuseppe Morandi    | OM                     | Résultats |
| JCC 200 miles                   | Brooklands       | 20 septembre | Kenelm Lee Guinness | Talbot                 | Résultats |
| Grand Prix de Saint-Sébastien   | Lasarte          | 27 septembre | Henry Segrave       | Sunbeam                | Résultats |
| Champions Match                 | Montlhéry        | 12 octobre   | Ernest Eldridge     | Fiat                   | Résultats |
| Grand Prix du M.C.F.            | Montlhéry        | 12 octobre   | Pierre Goutte       | Salmson                | Résultats |
| Grand Prix de l'Ouverture       | Montlhéry        | 19 octobre   | J. G. Parry-Thomas  | Leyland                | Résultats |
| Circuito del Garda              | Salò             | 9 novembre   | Guido Meregalli     | Diatto                 | Résultats |

- N.B : en italique, les courses en catégorie voiturette ou cyclecar

## Grands Prix nord-américains
Les courses se déroulant aux États-Unis sont regroupées au sein du Championnat américain. Au total neuf courses se déroulent cette année-là.
Jimmy Murphy remporte le championnat.